# Widłaki jednakozarodnikowe
Widłaki jednozarodnikowe, widłaki właściwe, widłakowe właściwe (Lycopodiopsida) – klasa roślin naczyniowych wyróżniana w niektórych systemach klasyfikacyjnych w obrębie widłaków. Obejmuje te rośliny spośród nich, które wytwarzają jednakowe zarodniki. Współcześnie reprezentowane przez jeden rząd – widłakowce Lycopodiales.

## Morfologia
Z niezróżnicowanych morfologicznie zarodników wyrastają stosunkowo duże (osiągające kilka cm), długo żyjące i obupłciowe gametofity. Po zapłodnieniu rozwija się pokolenie sporofitu. Tworzą je pędy o prostej budowie – z centralną wiązką przewodzącą z odgałęzieniami sięgającymi liści. Zarodnie tworzą się na górnej stronie liści zarodnionośnych wyrastających wzdłuż pędu, czasem nieznacznie różniące się poza tym od liści asymilacyjnych, a u części przedstawicieli skupiających się w odróżniający się kłos zarodnionośny.

## Systematyka
Spośród współczesnych widłaków tylko rząd widłakowców Lycopodiales należy do tej grupy (pozostałe – widliczkowce Selaginellales i poryblinowce Isoetales należą do  widłaków różnozarodnikowych). 
Spośród roślin kopalnych zaliczane są tu dwa rzędy:
- † prawidłakowce (Asteroxylales ≡ Drephanophycales)
- † protolepidodendronowce (Protolepidodendrales)